# Парламентские выборы в Турецкой Республике Северного Кипра (2009)
Парламентские выборы прошли в Турецкой Республике Северного Кипра 19 апреля 2009 года, на год раньше, чем первоначально планировались.
Досрочные выборы были назначены правящей Республиканской турецкой партией.
Получив большую часть голосов, Партия национального единства победила на выборах, и лидер партии Дервиш Эроглу стал премьер-министром.

## Результаты
| Партия национального единства (Ulusal Birlik Partisi)                        |         | 44,07  | 26 | +7 |
| Республиканская турецкая партия (Cumhuriyetçi Türk Partisi)                  |         | 29,15  | 15 | -9 |
| Демократическая партия (Demokrat Partisi)                                    |         | 10,65  | 5  | -1 |
| Общественная демократическая партия (Toplumcu Demokrasi Partisi)             |         | 6,87   | 2  | +1 |
| Партия Свободы и реформ (Özgürlük ve Reform Partisi)                         |         | 6,20   | 2  | +2 |
| Партия кипрского единства (Birleşik Kıbrıs Partisi)                          |         | 2,42   | —  | —  |
| Партия народной политики (Halk İçin Siyaset Partisi)                         |         | 0,50   | —  | —  |
| Независимые кандидаты                                                        |         | 0,14   | —  | -3 |
| Всего (явка — 81,42 %)                                                       | 161 373 | 100,00 | 50 | —  |
| Источник: World Bulletin Архивная копия от 25 апреля 2009 на Wayback Machine |         |        |    |    |

## Реакция на результаты выборов
Лидер ПНЕ (UBP) и премьер-министр Дервиш Эроглу заявил: «Я горд, что Турция — самая важная из стран, родственных нам. Благодаря ей мы живем в спокойствии и безопасности».Многие турецкие киприоты празднуют победу ПНЕ. С другой стороны, греческое новостное агентство ANA-MPA сообщило, что «Республику Кипр охватило отчаяние» в связи с результатами выборов в северной части Кипра.
Некоторые аналитики предполагают, что новый турко-киприотский парламент может создать трудности для президента Мехмета Али Талата, который ведёт переговоры по урегулированию отношений с греко-киприотами. Партия Талата получила меньше мест в парламенте, чем ранее, что «…может серьёзно ограничить способность Талата вести переговоры опираясь на парламентское большинство»